# Sunmaya Budha
Pour les articles homonymes, voir Budha (homonymie).
Sunmaya Budha (en népalais : सुनमाया बुढा),  née en 1998 à Patarasi, est une traileuse népalaise. Elle est double championne d'Asie de skyrunning.

## Biographie
Sunmaya Budha grandit à Pere, un petit village du district de Jumla. Mal nourrie dès sa naissance, elle connaît une enfance difficile. À l'âge de 13 ans, elle a l'occasion de participer au President Running Shield, une compétition d'épreuves de course à pied pour amateurs. Elle y démontre de bons résultats et est repérée par l'entraîneur Hari Bahadur Rokaya (en). Ce dernier ne parvient à convaincre ses parents de l'inscrire dans son club d'athlétisme. Sunmaya Budha décide de mentir à ses parents pour échapper à un mariage forcé. Elle prétexte suivre des études afin de s'entraîner pour la course à pied,,. La traileuse népalaise Mira Rai la prend ensuite son aile afin de lui permettre de continuer à pratiquer son sport pour échapper à la vie traditionnelle qui lui réservait ses parents,.
Le 8 novembre 2016, elle est invitée à participer à la Manaslu Mountain Trail Race. Elle y effectue une excellente course. Elle remporte la victoire en terminant à la deuxième place scratch. Sa victoire lui permet d'obtenir son passeport et une place pour les championnats d'Asie de skyrunning à Hong Kong. Elle démontre de bonnes performances sur l'épreuve du kilomètre vertical en décrochant la médaille d'argent derrière la Japonaise Yuri Yoshizumi. Deux jours plus tard, elle domine l'épreuve d'Ultra SkyMarathon. Elle termine deuxième femme de l'épreuve derrière la Française Caroline Chaverot. Cette dernière courant hors-championnat, Sunmaya Budha remporte le titre en 6 h 52 min 30 s avec près d'une heure d'avance sur sa plus proche rivale, sa compatriote Purna Laxmi Neupani.
En 2018, elle reçoit un prix d'excellence pour les sportifs de la Foundation for Global Sports Development (en) pour son engagement envers la scolarisation des enfants défavorisés au Népal.
En 2019, elle se fait remarquer sur la scène internationale lors de la finale de la Golden Trail World Series courue dans le cade de l'Annapurna Trail Marathon. Tirant avantage de la connaissance du terrain, elle réalise une solide course et termine au pied du podium.
Le 12 décembre 2021, elle s'illustre sur l'épreuve Inthanon 5 du Thailand by UTMB en remportant la victoire devant sa mentore Mira Rai avec plus de deux heures d'avance.
Le 26 août 2022, elle prend le départ de la CCC. Elle crée la surprise en parvenant à revenir sur les talons de la favorite Blandine L'Hirondel en fin de course. Après une lutte serrée en tête, elle termine deuxième à cinq minutes de la Française.
Le 2 décembre 2023, elle prend le départ de l'épreuve de SkyRace des championnats d'Asie de skyrunning à Hong Kong. Elle domine l'épreuve et s'impose en solitaire en 3 h 7 min 40 s. Elle établit un nouveau record du parcours et remporte son deuxième titre asiatique.

## Palmarès

### Trail
| no  | féminin            | Course                                                 | Longueur | Départ           | Temps            |
| --- | ------------------ | ------------------------------------------------------ | -------- | ---------------- | ---------------- |
| 16e | Médaille d'argent  | Championnats d'Asie de skyrunning - Kilomètre vertical | 5 km     | 2 décembre 2016  | 48 min 5 s       |
| 9e  | Médaille d'or      | Championnats d'Asie de skyrunning - Ultra SkyMarathon  | 51 km    | 4 décembre 2016  | 6 h 52 min 30 s  |
| 9e  | Médaille d'argent  | MSIG Sai Kung 50                                       | 54 km    | 12 février 2017  | 7 h 40 min 26 s  |
| 6e  | Médaille d'or      | Gaoligong by UTMB - THT                                | 56 km    | 24 mars 2018     | 5 h 44 min 49 s  |
| 22e | 4e                 | Annapurna Trail Marathon                               | 42 km    | 25 octobre 2019  | 6 h 34 min 52 s  |
| 6e  | Médaille d'or      | Oman by UTMB - 50 km                                   | 52 km    | 29 novembre 2019 | 6 h 12 min 26 s  |
| 3e  | Médaille d'or      | Thailand by UTMB - Inthanon 5                          | 106 km   | 12 décembre 2021 | 14 h 54 min 1 s  |
| 27e | Médaille d'argent  | CCC                                                    | 100 km   | 26 août 2022     | 11 h 45 min 44 s |
| 61e | 10e                | Championnats du monde de trail - Long                  | 78 km    | 5 novembre 2022  | 9 h 0 min 28 s   |
| 6e  | Médaille d'or      | North Face 100 Ultra Trail Challenge Hong Kong - 50km  | 50 km    | 11 mars 2023     | 6 h 12 min 25 s  |
| 3e  | Médaille d'or      | TransLantau 50                                         | 50 km    | 11 novembre 2023 | 5 h 25 min 12 s  |
| 5e  | Médaille d'or      | Championnats d'Asie de skyrunning - SkyRace            | 27 km    | 2 décembre 2023  | 3 h 7 min 40 s   |
| 3e  | Médaille de bronze | Transvulcania                                          | 73 km    | 11 mai 2024      | 8 h 20 min 31 s  |
| 2e  | Médaille d'or      | SwissPeaks Marathon                                    | 44,6 km  | 7 septembre 2024 | 4 h 47 min 20 s  |
| 10e | Médaille d'or      | Ultra-Trail Ninghai - CNH60                            | 60 km    | 19 octobre 2024  | 5 h 40 min 3 s   |
| 13e | Médaille d'or      | Hong Kong 100                                          | 103 km   | 18 janvier 2025  | 11 h 11 min 47 s |